# 飛鳥井雅有日記
『飛鳥井雅有日記』（あすかいまさありにっき）は、鎌倉時代後期の公家・飛鳥井雅有の旅日記。

## 概要
飛鳥井雅有は将軍宗尊親王と伏見天皇に側近として仕え、京都と鎌倉を往復しながら和歌や蹴鞠の才能を磨いた。
文永5年（1268年）から建治元年（1275年）にかけて、雅有が記した4つの旅日記、『無名の記（仏道の記）』『嵯峨のかよひ』『最上の河池』『都路のわかれ』の総称として第二次世界大戦後に一括して翻刻した際に佐佐木信綱が命名した（ただし、『嵯峨のかよひ』は嵯峨の藤原為家・阿仏尼夫妻を訪ねた際の記録である）。いずれも優れた日記文学として評価されている。